# Theo Salzman
Theo Salzman (* 31. August 1907 in Wien; † 17. Januar 1982 in Santa Barbara, Kalifornien) war ein US-amerikanischer Cellist österreichischer Herkunft. 

## Leben
Salzman erhielt seine musikalische Ausbildung am Neuen Wiener Konservatorium bei Wilhelm Jeral, Julius Lubowsky (Cello) sowie Simon Pullman (Kammermusik). Anschließend nahm er noch Privatunterricht bei Julius Klengel in Leipzig. Nach Engagements beim Wiener Sinfonieorchester bzw. Funkorchester der Wiener Symphoniker emigrierte Salzman 1938 nach Palästina. Hier wirkte er bis 1947 als erster Cellist im Palestine Orchestra und wanderte dann nach Australien aus. Bis 1951 tourte er mit Richard Goldner in einem Musica Viva Quartett durch Australien, Neuseeland sowie Tasmanien und übersiedelte dann in die USA. Ab 1952 spielte Theo Salzman als Solocellist im Pittsburgh Symphony Orchestra unter William Steinberg. Daneben pflegte er aber auch weiter seine Passion als Kammermusiker und widmete sich mit Leidenschaft der Lehrtätigkeit: Zuerst in Sommerkursen an der Chatham University, dann an der Duquesne University (1956–1964) und nach dem Ende seiner Orchesterkarriere (1962) an der Carnegie Mellon University in Pittsburgh bis Mitte der 1970er Jahre. Seinen Lebensabend verbrachte Salzman im kalifornischen Santa Barbara, wo er 1982 starb.